# 타다: 대한민국 스타트업의 초상
타다: 대한민국 스타트업의 초상(TADA: A Portrait of Korean Startups)은 한국에서 제작된 권명국 감독의 2021년 다큐멘터리 영화이다. 박재욱 등이 주연으로 출연하였고 이두희, 장병규, 이철희, 채이배 등이 특별출연하였다. 2021년 10월 14일에 넥스트엔터테인먼트월드 배급으로 대한민국에서 개봉하였다.

## 출연

### 주연
- 박재욱

## 줄거리
"많은 사람들이 이용했던 타다 서비스가 오늘부터 운행을 멈췄습니다"라는 뉴스 앵커의 음성과 함께 영화가 시작된다. 카메라가 비추는 곳은 1400여 대의 타다 카니발 차량이 쏟아진 중고차 시장. 더 이상 갈 곳을 잃은 차량들은 하나둘씩 나타나는 새로운 주인들과 함께 서울 도심 속으로 뿔뿔이 흩어진다. 타다 베이직이 역사 속으로 사라진 서울 풍경, 그 속에서 한 청년의 목소리가 들린다. 그는 타다를 만든 스타트업 VCNC의 설립자인 박재욱 대표, 일명 '제이크'라고 불리는이다. 그와 그의 팀원들이 들려주는 이야기는 2018년 초 전쟁터 같은 대한민국 모빌리티 시장에 뛰어든 VCNC가 '타다'라는 서비스를 출시하기 위해 고민했던 시점부터 시작된다. 출시한 지 1년도 되지 않아 100만 명의 유저들을 확보할 정도로 빠르게 성장하지만, 택시업계의 반발로 그들은 예기치 못한 법적 공방을 마주한다. 법원이 타다 서비스가 근거로 삼은 법적 조항의 타당성을 인정하여 1심에서 무죄를 선고하면서, VCNC 구성원들은 모든 문제가 해결된 것 같다고 안심한다. 오랜만에 웃음을 되찾은 박재욱 대표와 직원들은 함께 '종이컵 와인 파티'로 자축하고 크게 환호한다. 하지만 그 이후 단 14일 만에 국회는 일명 '타다금지법'으로 불리는 여객자동차 운수사업법 개정안을 통과시키며 그들의 도전을 멈춰세운다. 함께해 온 동료들의 절반을 희망퇴직으로 떠나보내고 좌절감과 무력감에 빠져 있는 그들의 상황은 장기화되어 가는 코로나19 팬데믹의 위기와 함께 점점 더 최악의 상황으로 치닫는다. 바로 그때, 박재욱 대표는 화상회의를 통해 구성원들에게 메시지를 전한다. 과거의 레거시나 성공방정식에 몰입하지 말고, 새로운 도전을 시작하자는 것. 그렇게 그들은 생존을 위한 또 다른 도전을 시작하는데...

## 제작진
- 투자: 권명국
- 제작: 권명국
- 감독: 권명국
- 각본: 김민주
- 편집: 김민주
- 음악: 윤석철
- 촬영: 손민호
- 촬영부: 주진형
- B카메라: 노수민
- 조명: 김인호
- 조명부: 이경곤
- 연출부: 김민령
- 연출부: 김진군
- 동시녹음: 김민령
- 사운드디자인: 김민주
- 믹싱: 김지엽
- 음악지원: 정상이
- 음악지원: 김영진
- 음악지원: 박기훈
- 시각효과: 송지원
- 시각효과: 이용준
- 시각효과: 박도경
- 디지털색보정: 권명국
- 디지털처리부문: 박진영
- 디지털처리부문: 류연
- 디지털처리부문: 김지욱
- 디지털처리부문: 정지호
- 디지털처리부문: 이재훈
- 디지털처리부문: 김범수
- 항공촬영: 유민기
- 항공촬영: 박우진
- 촬영장비: 임형진
- 촬영장비: 김우승
- 촬영장비: 안종훈
- 광고 디자인: 박시영
- 광고 디자인: 송지원
- 광고 디자인: 이용준
- 광고 디자인: 박도경
- 번역: 김하나